# Believe (песма Дима Билана)
„Believe“ је победничка Русије на такмичењу за за Песму Евровизије 2008 одржаном у Београду, коју изводи Дима Билан. Песму је написао Џим Бинз (познат и као Џејмс Вашингтон) и сам Билан.
Раније је Билан такође представљао Русију на Песми Евровизије 2006, са мрачном поп песмом „Never Let You Go “, када је заузео друго место.
The Independent  је песму 2022.  године прогласио за 37. најбољу песму свих времена која је победила на Евровизији.

## Историја
Дана 20. маја 2008. Билан је певао у првом полуфиналу Песме Евровизије 2008, а песма је ушла у финале јавним гласањем.
Изведена је као 24. од 25 песама у финалу 24. маја 2008. Руски уметнички клизач, освајач златне олимпијске медаље и троструки светски шампион Јевгениј Плушенко наступао је по вештачком леду на сцени у оквиру извођења песме, док је мађарски композитор и виолиниста Едвин Мартон свирао  на  Страдиваријевој виолини.
Песма је победила на такмичењу, завршивши са укупно 272 поена, поставши тако као четврта земља бившег Совјетског Савеза која је победила на годишњем такмичењу. Дмитриј Медведев, тадашњи председник Русије, признао је да је и сам гледао такмичење и одмах позвао да честита победнику.

## Верзије
Постоји и руска верзија песме (Все в твоих руках, Све у вашим рукама"), која је била подједнако популарна у многим земљама.

## Историјат издања песме
| Земља    | Датум         |
| -------- | ------------- |
| Русија   | 26. мај 2008. |
| Немачка  | 6. јун 2008.  |
| Белгија  | 7. јул 2008.  |
| Данска   | 16. јул 2008. |
| Финланд  | 16. јул 2008. |
| Норвешка | 16. јул 2008. |
| Шведска  | 16. јул 2008. |